# Erik Andersson (arkitekt, 1914–1985)
Erik Georg Andersson, född 17 februari 1914 i Tomelilla, Kristianstads län, död 17 augusti 1985 i Helsingborg, var en svensk arkitekt.
Andersson, som var son till byggmästare Gustav Andersson och Eljena Mårtensson, avlade studentexamen 1935 och utexaminerades från Chalmers tekniska högskola 1940. Han var anställd hos privatpraktiserande arkitekt 1940, vid länsarkitektkontoret i Östergötlands län 1941–1942, samtidigt byggnadsinspektör, vid Helsingborgs stads fastighetskontor 1943, biträdande stadsarkitekt i Karlskrona stad 1944, bedrev samtidigt egen arkitektverksamhet, var stadsarkitekt i Österlens distrikt 1944–1947 och bedrev egen arkitektverksamhet i Helsingborg från 1944. Han samarbetade med brodern Henry Andersson samt Jørn Utzon och Jörgen Michelsen.